# آئودی اس۸
آئودی اس۸ (Audi S۸) خودرویی است که از سال ۱۹۹۴–کنون در آلمان تولید شده‌است. طراحی آن موتور جلو، خودرو چهار چرخ محرک بوده‌است.

## نگارخانه

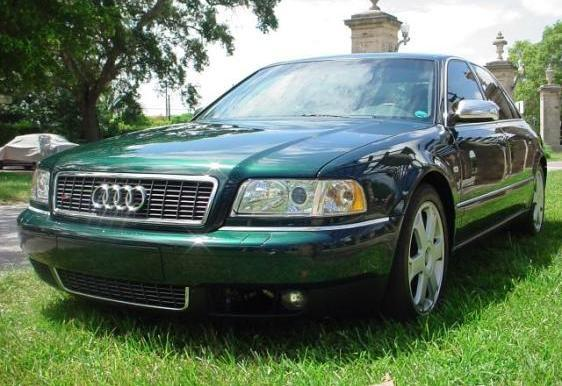
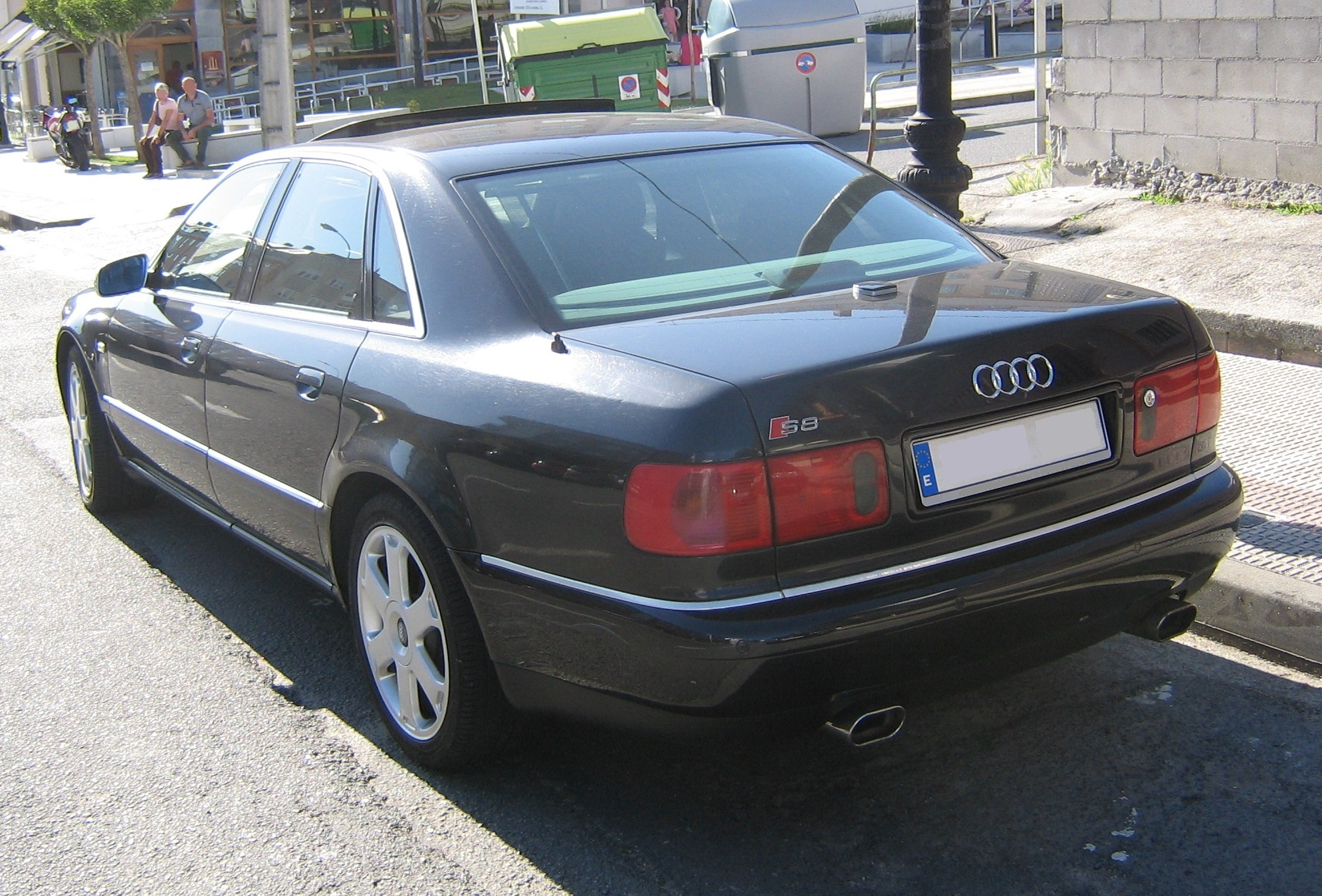
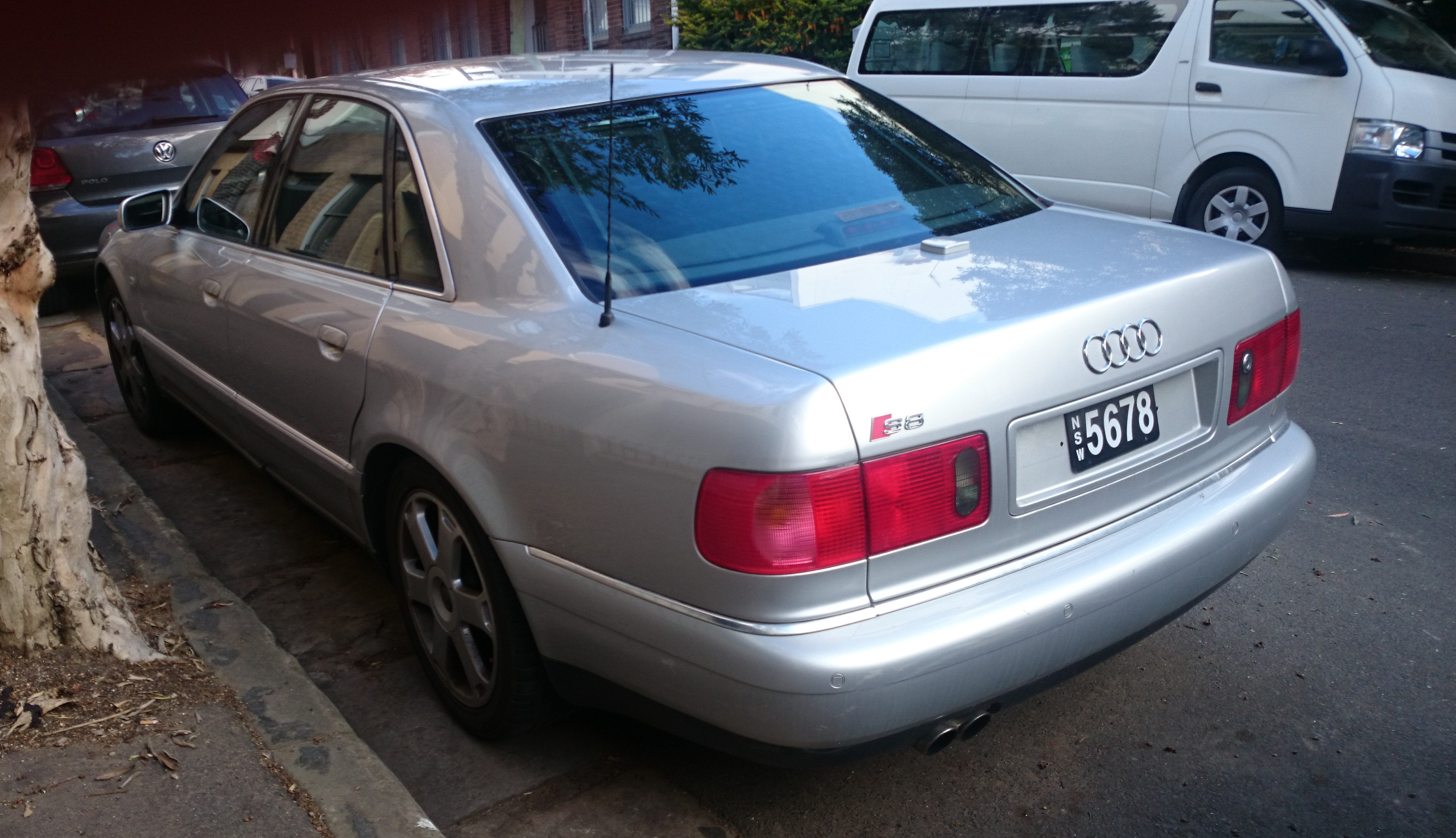